# Ornebius dilatatus
Ornebius dilatatus är en insektsart som beskrevs av Brancsik 1901. Ornebius dilatatus ingår i släktet Ornebius och familjen Mogoplistidae. Inga underarter finns listade i Catalogue of Life.